# Valea Ciorii, Ialomița
Valea Ciorii este satul de reședință al comunei cu același nume din județul Ialomița, Muntenia, România.